# Cynometra americana
Cynometra americana är en ärtväxtart som beskrevs av Julius Rudolph Theodor Vogel. Cynometra americana ingår i släktet Cynometra, och familjen ärtväxter. Inga underarter finns listade i Catalogue of Life.